# Răzvan Ciobanu
Răzvan Ciobanu (n. 28 ianuarie 1976, București, România – d. 29 aprilie 2019, Săcele, Constanța, România) a fost un creator de modă român.

## Experiență profesională
A avut prima prezentare la 19 ani.
La sfârșitul anilor '90 fost student la design vestimentar la Timișoara și a realizat la Radio Europa Nova Timișoara o emisiune dedicată modei - ”În mov și galben”.
În perioada 16-18 septembrie 2007, a participat alături de Irina Schrotter și de alți designeri la expoziția internațională de design vestimentar The Train, desfășurată la New York.
Colecția primăvară-vară „Rochia” lansată în 27 ianuarie 2009, care conținea 70 de rochii de seară, a primit criticii pozitive de la specialiștii în modă. Printre vedetele care au participat s-au numărat Andreea Raicu, Oana Cuzino, Vali Barbulescu, Dragoș Bucurenci, Mircea Solcanu și alții.
Colecția „Preciouss” a fost lansată în 2009.
Răzvan Ciobanu a fost unul dintre jurații concursului „Bravo, ai stil!”, alături de Iulia Albu, Raluca Bădulescu și Maurice Munteanu în sezoanele 1, 2 și 3. În ciuda faptului că televiziunea nu făcea parte din pregătirea sa profesională, motivul pentru care a acceptat să facă parte din emisiune a fost faptul că aparține domeniului său și a dorit să participe la un proiect educativ din punct de vedere stilistic.

## Viața personală
La începutul carierei sale, designerul a avut probleme cu greutatea sa. A hotărât să rezolve această problemă consultând un nutriționist iar mai apoi a urmat o dietă, reușind astfel să ajungă de la 130 de kilograme la aproximativ 83 de kilograme.
Timp de 2 ani, Răzvan Ciobanu a locuit în străinătate, iar în decursul acestui timp nu a lansat nicio colecție în România, însă a colaborat cu branduri cunoscute cum ar fi Lowe, Armand Basi, Westwood și o divizie Zara. Răzvan Ciobanu a declarat că se susține integral din modă și proiecte de design interior.
A declarat public că este homosexual.
Creatorului de modă a avut două pisici, iar mai apoi a adoptat încă o pisică din rasa Sphinx. Răzvan considera pisicile o parte foarte importantă din viața lui.

## Deces
Răzvan Ciobanu a decedat pe 29 aprilie 2019, în urma unui accident rutier. Accidentul s-a  petrecut pe DJ226 Năvodari - Săcele. Conform IPJ Constanța, accidentul s-a produs din cauza neatenției conducătorului auto, care rula cu o viteză foarte mare, astfel pierzând controlul volanului la intrarea în comuna Săcele. A fost înmormântat pe 2 mai 2019 la Cimitirul Progresul din București.